# Attilio Trerè
Attilio Trerè (né le 9 octobre 1887 à Milan et mort à Rome, le 2 janvier 1943) était un footballeur et entraîneur italien.

## Biographie
Attilio Trerè joua comme milieu de terrain. Il fut international italien à 5 reprises (1910-1914) pour aucun but. Sa première sélection fut jouée contre la France à Milan, le 15 mai 1910, se soldant par une victoire (6-2). Sa dernière sélection fut honorée à Milan, le 11 janvier 1914 contre l'Autriche (0-0). 
Il joua au Milan AC, remportant deux Scudetti (1906 et 1907). Puis il fit une année à Ausonia Pro Gorla (it), sans rien gagner comme trophée. 
Puis de 1910 à 1915, il joua en même temps au Milan AC et Pro Patria Calcio (entraîneur-joueur). Il ne gagna aucun trophée.

## Clubs

### En tant que joueur
- 1905-1909 : Milan AC
- 1909-1910 : Ausonia Pro Gorla (it)
- 1910-1915 : Milan AC
- 1911-1914 : Pro Patria Calcio

### En tant qu'entraîneur
- 1911-1914 : Pro Patria Calcio

## Palmarès
- Championnat d'Italie de football

- - Champion en 1906 et en 1907